# Omar Ali Saifuddin II
Pengiran Muda Omar Ali Saifuddin fue hijo del sultán de Brunéi Muhammad Jamalul Alam I y de Raja Isteri Pengiran Anak Nur Alam.
Cuando su padre murió en 1804, todavía era menor de edad; por lo tanto, su abuelo, Paduka Seri Begawan Muhammad Tajuddin ascendió al trono por segunda vez. Debido a la avanzada edad del Sultán Muhammad Tajuddin, su hermano menor, Pengiran Digadong Pengiran Muda Muhammad Kanzul Alam, actuó en calidad de regente. 